# Bamber Bridge F.C.
Bamber Bridge FC là một câu lạc bộ bóng đá có trụ sở tại  Bamber Bridge, gần Preston, Lancashire, Anh. Câu lạc bộ hiện thi đấu tại Northern Premier League Premier Division và có sân nhà là Sân vận động Sir Tom Finney.

## Danh hiệu
- Northern Premier League
  - Nhà vô địch Premier Division mùa giải 1995–96
  - Nhà vô địch Challenge Cup mùa giải 1994–94
  - Nhà vô địch President's Cup mùa giải 2004–05
- North West Counties League
  - Nhà vô địch Division Two mùa giải 1991–92
- Preston and District League
  - Nhà vô địch Premier Division các mùa giải 1980–81, 1985–86, 1986–87, 1989–90
  - Nhà vô địch Guildhall Cup các mùa giải 1978–79, 1980–81, 1984–85, 1989–90
- Lancashire FA Challenge Trophy
  - Nhà vô địch mùa giải 1994–95
- Lancashire FA Amateur Shield
  - Nhà vô địch mùa giải 1981–82
- Lancastrian Brigade Cup
  - Nhà vô địch các mùa giải 1976–77, 1989–90, 1990–91
- Lytham Medal Competition
  - Nhà vô địch các mùa giải 1975–76